# Peltops montanus
Peltops montanus là một loài chim trong họ Cracticidae.